# John Carter (montador)
John Carter (Nova Jérsei, 22 de setembro de 1922 — Estados Unidos, 13 de agosto de 2018) foi um montador norte-americano, conhecido por ser o primeiro afro-americano a ser contratado neste ramo.